# Physetobasis mandarinaria
Physetobasis mandarinaria là một loài bướm đêm trong họ Geometridae.